# Charles de Louviers
Charles de Louviers, seigneur de Maurevert, né vers 1505 et mort en 1583, est l'auteur probable du coup d'arquebuse tiré sur l'amiral Gaspard de Coligny le 22 août 1572. Le jour du crime, personne n'a identifié le tireur, qui s'est enfui. Il était déjà responsable de la mort du seigneur de Mouy, lieutenant de Coligny, tué en 1569 lors des assassinats catholiques.

## Dans la culture populaire
Maurevert est un personnage secondaire du film La Reine Margot (1994) de Patrice Chéreau, adaptation du roman éponyme d'Alexandre Dumas père ; il est incarné à l'écran par l'acteur belge Johan Leysen.
Il apparaît également dans l'épopée des Pardaillan de Michel Zévaco et dans le roman Une colonne de feu de Ken Follett.